# Comunione ereditaria
La comunione ereditaria è una particolare forma di comunione caratterizzata dalla contitolarità dei beni ereditari da parte degli eredi di una persona defunta (chiamato in diritto il de cuius). In base all'art. 1100 del Codice civile italiano, a essa si applicano in buona parte le stesse disposizioni della comunione ordinaria (artt. 1100-1116 del Codice civile). Il suo scioglimento è regolato dagli artt. 784-791 del Codice di procedura civile, mentre la divisione dei beni è regolata dagli artt. 713-768 del Codice civile.
Il termine "comunione ereditaria" compare esplicitamente una sola volta nella legge italiana, ossia all'interno dell'articolo 732 del Codice civile, ed è molto utilizzato in giurisprudenza. Il termine "comunione ereditaria di azienda" si riferisce invece alla successione nel caso di imprese e compare come termine nel DPR 26 aprile 1986, n. 131 e nell'art. 10 comma 2 del Decreto legislativo 31 ottobre 1990, n.347. La comunione ereditaria di azienda risulta in alcuni casi sufficientemente normata, mentre in altri, come nel caso della successione di ditte individuali, le procedure sono stabilite principalmente dalla giurisprudenza e dalla prassi consolidata.
In linea generale, la comunione ereditaria ha inizio nel momento in cui i chiamati all'eredità accettano l'eredità divenendo così eredi. L'accettazione non viene solitamente fatta attraverso un atto pubblico oppure in tribunale. Infatti, nel caso si sia nel possesso di beni ereditari, dopo novanta giorni dalla morte del de cuius, si diventa eredi puri e semplici secondo quanto stabilito dall'art. 485 del Codice civile (accettazione dell'eredità). L'incombenza burocratica più frequente tra gli eredi è la compilazione e inoltro all'Agenzia delle entrate della dichiarazione di successione, da inoltrare entro un anno dalla morte del de cuius.

## Storia
Nel Codice napoleonico (1804), si fa riferimento al termine "comunione" ((FR) communauté, "comunità") per riferirsi sia alla comunione legale che a comunioni di altro tipo, tra cui quella ereditaria, pur non essendo esplicitamente accostato a esso l'aggettivo "ereditaria".
Il termine "comunione ereditaria" compare, la prima volta di cui si abbia conoscenza, in una glossa delle Pandette di Giustiniano riordinate da R.G. Pothier (1841). Il termine "comunione", però, era già in uso per riferirsi a una comproprietà di beni anche di tipo ereditario, specialmente nel gergo giuridico.
Nel Commentario del Codice civile italiano del 1865, curato da Luigi Borsari ed edito nel 1872 compare, già esplicitamente, nella sua forma completa di "comunione ereditaria". Più recente, invece, sembra essere l'accostamento "comunione ereditaria di azienda", in precedenza nota semplicemente come "comunione dell'azienda".

## Comunione ereditaria di azienda
Una comunione ereditaria di azienda implica anche il dover gestire un'azienda oppure decidere se chiuderla. Una delle limitazioni più frequenti potrebbe essere quella relativa all'appartenenza a determinati ordini professionali. Come noto, la professione di avvocato è incompatibile con l'esercizio di attività di impresa "in qualunque forma costituite". Ciò è stabilito dall'articolo 18 della legge professionale forense (Legge 31 dicembre 2012, n. 47). Cionondimeno il comma 1 lettera c) dell'articolo 18 specifica anche che "l'incompatibilità  non sussiste se l'oggetto dell'attività    della società    è    limitato esclusivamente all'amministrazione di beni,  personali o familiari". Pertanto in linea di massima sarebbe possibile per un avvocato gestire la società di famiglia perlomeno nel periodo transitorio tra la morte del de cuius e l'eventuale messa in liquidazione o l'eventuale conversione in altra società. Il semplice possesso di quote di società di capitali (S.r.l. o S.p.A.) non è incompatibile con la professione di avvocato, a patto che non si posseggano anche ruoli di legale rappresentanza o di amministrazione all'interno della società.

### Ditte individuali
Le ditte individuali possono continuare la loro attività a patto che gli eredi acconsentano. In linea generale, la ditta individuale diventa automaticamente una società di fatto tra i coeredi. Per quanto riguarda il nome, se una ditta individuale aveva una ragione sociale (fittizia) Rossi Mario, alla morte del titolare, la nuova ragione sociale dipenderà essenzialmente da convenzioni e prassi consolidate, tali per cui si preferisce chiamarla "Eredi di Rossi Mario" o "Eredi Rossi Mario", oppure, meno comunemente, "Comunione ereditaria Rossi Mario".
Da un punto di vista fiscale, la prassi sancisce che la ditta possa proseguire dopo la morte come una società di fatto con il consenso degli eredi, sebbene la visura camerale continui a riportare la dicitura "ditta individuale" e mantenga il codice fiscale e il numero REA precedenti. (il codice fiscale resta uguale al codice fiscale del de cuius). La partita IVA, invece, risulterà diversa.
Viene spesso riportato nella letteratura, come termine perentorio per la conversione della società di fatto in altra forma, la durata di un anno a partire dalla morte del de cuius. Ciò è spesso interpretato nel senso che entro un anno dalla morte la società dovrebbe perentoriamente essere convertita. In realtà, non sembra esserci un obbligo vero e proprio, quanto piuttosto una maggiorazione dell'imposta di registro nel caso in cui si superi il termine di un anno. La sanzione, così come la maggiorazione dell'imposta sono sancite dall'art. 4 comma 1 lettera e) e dalla Nota II) delle Tariffe del DPR 131/1986.
Anche l'imposta ipotecaria risulta maggiorata qualora non si regolarizzi la società di fatto entro un anno. Infatti, l'art. 10 comma 2 del Decreto legislativo 31 ottobre 1990. n. 347 sancisce che l'importo per regolarizzazione di comunione ereditaria di azienda registrata entro un anno dall'apertura della successione è fissa e dell'importo di "L. 150000". Qualora non sia regolarizzata entro l'anno, si applica quanto riportato all'art. 10 comma 1 della medesima legge, cioè l'imposta ipotecaria è calcolata in quantità del 10 per mille del valore dei beni immobili o dei diritti reali immobiliari trasferiti.

#### Partita IVA
Il legale rappresentante, entro trenta giorni dalla morte del de cuius, dovrà presentare all'Agenzia delle Entrate il modello AA7/10 (Dichiarazione di inizio attività, variazione dati o cessazione attività ai fini IVA per i soggetti diversi dalle persone fisiche). Ciò ha lo scopo di comunicare le variazioni sopraggiunte nell'anagrafica della ditta individuale e l'eventuale attribuzione di nuova partita IVA nel caso in cui gli eredi scelgano di proseguire l'attività dell'imprenditore defunto.
Per quanto riguarda il pagamento delle fatture del de cuius da parte degli eredi, vale quanto disposto dall'articolo 35-bis del DPR 633/1972, e dalle circolari emanate dall'Agenzia delle entrate, le quali affermano che la partita IVA dovrebbe essere chiusa entro sei mesi dalla morte del contribuente. È però ammessa una deroga all'art. 35-bis di cui sopra nel caso in cui ci siano fatture da incassare o prestazioni da fatturare.

#### Attestazioni SOA e albo autotrasportatori
Nel caso in cui l'imprenditore individuale possedesse delle attestazioni SOA al momento della morte, queste non sono automaticamente trasmesse alla società degli eredi, ma è necessario effettuare la cosiddetta "voltura". In genere la si ottiene abbastanza facilmente, a meno che le trasformazioni sopraggiunte abbiano prodotto delle modifiche tali da inficiare l'attestazione o da ridurne gli importi.
Per quanto riguarda l'iscrizione all'albo degli autotrasportatori per conto proprio, la voltura in genere avviene in automatico in seguito alla variazione dei dati identificativi dell'impresa.

### Società di capitali
Le società di capitali in linea generale proseguono le loro attività senza grossi inconvenienti alla morte dell'imprenditore; tra le altre cose, la partita IVA e gli altri dati identificativi restano gli stessi. Per quanto riguarda le eventuali attestazioni SOA possedute dalla società di capitali, potrebbe essere necessario comunicare eventuali variazioni alla società organismo di attestazione SOA qualora l'imprenditore defunto fosse anche direttore tecnico, presidente o amministratore della società.
La comunione ereditaria nel caso di società di capitali (S.p.A. oppure S.r.l.) è per certi versi più semplice rispetto alla procedura relativa a ditte individuali e società di persone. Essendo infatti le società di capitali persone giuridiche, la gestione risulta sostanzialmente separata dal possesso di quote societarie. Essendo le quote un bene mobile (seppur immateriale) a tutti gli effetti, esse seguono sostanzialmente il normale percorso della comunione ereditaria di beni mobili e immobili personali del de cuius e della relativa dichiarazione di successione. Nel caso delle s.r.l. è comunque necessario nominare un "rappresentante comune", che rappresenti la comunione ereditaria delle quote della società (secondo quanto stabilito dal comma 5 dell’articolo 2468 del Codice civile).
Gli eredi hanno comunque la facoltà di scegliere se liquidare le quote societarie oppure proseguire l'attività d'impresa (artt. 2284 e 2289 del Codice civile).

## Contratti stipulati dalde cuius
La perdita di efficacia o meno dei contratti stipulati dal de cuius dipende sostanzialmente dal tipo di contratto e dal fatto che sia stato stipulato in qualità di persona oppure di imprenditore. In linea generale, però, si può affermare che nella maggior parte dei casi, il contratto non si estingue con la morte del contraente.

### Contratti stipulati in qualità di imprenditore
In linea generale, i contratti firmati dal de cuius (così come la sola proposta di contratto) in qualità di imprenditore (ditta individuale oppure società) non perdono efficacia alla morte dello stesso, ma proseguono. Ciò è stabilito dal primo comma dell'art. 1330 del Codice civile.
Lo stesso art. 1330 specifica anche che quanto sopra non vale nel caso in cui il de cuius fosse un "piccolo imprenditore". La definizione di "piccolo imprenditore" è contenuta nell'art. 2083 del Codice civile e comprende i coltivatori diretti, gli artigiani, "i piccoli commercianti e coloro che esercitano un'attività professionale organizzata prevalentemente con il lavoro proprio e dei componenti della famiglia".

#### Contratti d'appalto
Per quanto riguarda, invece, i contratti di appalto, siano essi pubblici o privati, l'art. 1674 del Codice civile ("Morte dell'appaltatore") stabilisce che "il contratto di appalto non si scioglie per la morte dell'appaltatore". Resta salva, però, per il committente la facoltà di recedere dal contratto qualora "gli eredi dell'appaltatore non diano affidamento per la buona esecuzione dell'opera o del servizio".
Nell'ambito degli appalti pubblici vige il cosiddetto Codice dei contratti pubblici (decreto legislativo 18 aprile 2016, n. 50). Sia le disposizioni generali ( di cui agli artt. 1655 e successivi del Codice civile e valide sia per appalti pubblici che privati) che quelle particolari del suddetto Codice dei contratti pubblici risultano applicabili. Conondimeno, per il principio secondo cui la lex specialis derogat generali (la legge speciale abroga la legge generale"), negli appalti pubblici il Codice dei contratti pubblici sarebbe da preferire nei casi di incompatibilità tra le due norme.

Alla luce di quanto detto, il Codice dei contratti pubblici, all'art. 106, comma 1 lettera d) numero 2), prevede che una nuova procedura di affidamento (cioè una nuova gara) non sia necessaria nel caso in cui: 
(art. 106, comma 1 lettera d) numero 2) del Codice dei contratti pubblici)
La modifica di cui sopra però, secondo l'art. 106 comma 1, deve comunque essere autorizzata "dal RUP con le modalita' previste dall'ordinamento della stazione appaltante cui il RUP dipende", pur non essendo necessaria una nuova procedura di affidamento. Appare ovvio che l'operatore economico di cui sopra sia quello risultante dalla conversione dell'impresa.
Nel caso in cui la morte dell'imprenditore sia interna a un Raggruppamento temporaneo di imprese, vale quanto disposto dall'art. 48 comma 17 del Codice dei contratti pubblici.

### Contratti stipulati in qualità di persona
In caso di contratti stipulati in qualità di persona (cioè non nell'esercizio di attività imprenditoriale o commerciale), nella maggior parte dei casi essi possono essere disdetti inviando una "lettera di recesso" tramite posta raccomandata. Il recesso deve però essere esplicitamente previsto nel contratto stipulato, e possono esserci dei corrispettivi da pagare per l'esercizio dello stesso. Il recesso, però, "non ha effetto per le prestazioni già eseguite o in corso di esecuzione" (art. 1373, comma 2 del Codice civile).
Per i contratti di locazione, nel caso in cui il de cuius fosse conduttore di un locale ad uso abitazione, l'art. 1614 del Codice civile stabilisce che, "se la locazione deve ancora durare più di un anno ed è stata vietata la sublocazione, gli eredi possono recedere dal contratto entro tre mesi dalla morte. Il recesso si deve esercitare mediante disdetta comunicata con preavviso non inferiore a tre mesi".
Per i contratti di affitto (gestione e godimento della cosa produttiva), nel caso in cui il de cuius fosse affittuario, l'art. 1627 del Codice civile sancisce che "il locatore e gli eredi dell'affittuario possono, entro tre mesi dalla morte, recedere dal contratto mediante disdetta comunicata dall'altra parte con preavviso di sei mesi. Se l'affitto ha per oggetto un fondo rustico, la disdetta ha effetto per la fine dell'anno agrario in corso alla scadenza del termine di preavviso".

## Sanzioni amministrative contratte dalde cuius
In base all'articolo 7 della Legge 24 novembre 1981, n. 689 (relativa alle sanzioni e all'illecito amministrativo), le sanzioni amministrative non si trasmettono agli eredi. L'articolo 7, infatti, sancisce che "l'obbligazione di pagare la somma dovuta per la violazione non si trasmette agli eredi".
In base a quanto sopra, pertanto, sanzioni come ad esempio le multe automobilistiche si estinguono con la morte di colui che ha commesso la violazione. Cionondimeno, potrebbe essere necessario fornire documenti che provino il decesso (come ad esempio il certificato di morte) oppure seguire una determinata procedura (stabilita dall'ente) per l'estinzione della sanzione.